# Флаг Осташкова
Флаг муниципального образования город Оста́шков Осташковского района Тверской области Российской Федерации — опознавательно-правовой знак, являющийся символом статуса и самоуправления района.
Флаг утверждён 27 декабря 1999 года и внесён в Государственный геральдический регистр Российской Федерации с присвоением регистрационного номера 773.

## Описание
«Полотнище, состоящее из двух равновеликих горизонтальных полос — золотой и лазоревый, в центре полотнища изображение герба Осташкова, окаймлённого красным».Флаг города Осташков
Геральдическое описание герба гласит: «В пересечённом золотом и лазоревом поле вверху — возникающий чёрный двуглавый орёл с золотыми клювами и червлёными языками, увенчанный двумя малыми и одной большой российской императорской короной (без лент); внизу — три серебряные рыбы, две и одна».

## Символика
В основу флага положен исторический герб города Осташкова Тверской губернии, утверждённый 2 (13) апреля 1772 года:
Осташкова слобода, жители сей слободы, между прочих промыслов, имеют своё пропитание от изобильной рыбной ловли тут близ лежащаго озера, что тако в гербе изображено!

Щит разрезанной надвое горизонтальною чертою, золото с голубым, в золотом поле виден рождающийся до половины Императорский двуглавый орёл, с червленными языками, увенчан тремя коронами золотыми же, означающей милость и покровительство Ея Императорского Величества, в голубом поле показующим воду, три рыбы серебряные плывущия с лева на право, изъясняющия рыболовный промысл и обильство рыб.
Закон 13780 // Полное собрание законов Российской империи. — СПб., 1830. — Т. XIX. — С. 471.